# Селецкий сельсовет (Минская область)
Селецкий сельсовет — упразднённая административная единица на территории Пуховичского района Минской области Республики Беларусь.

## Состав
Селецкий сельсовет включал 22 населённых пункта:
- Березники — деревня.
- Борцы — деревня.
- Выемка — деревня.
- Грибное — деревня.
- Дубовое — деревня.
- Ельники — деревня.
- Завод — деревня.
- Ильинка — деревня.
- Корничее — деревня.
- Кошели — деревня.
- Ладымер — деревня.
- Меденое — деревня.
- Мижилище — деревня.
- Мирная — деревня.
- Пахарь — деревня.
- Погорелец — деревня.
- Поднемонец — деревня.
- Поречье — деревня.
- Рудица — деревня.
- Селецк — деревня.
- Селище — деревня.
- Ямное — деревня.